# Coppa del Portogallo 2001-2002 (hockey su pista)
La Coppa del Portogallo 2001-2002 è stata la 29ª edizione della principale coppa nazionale portoghese di hockey su pista. Il trofeo è stato conquistato dal Benfica per la dodicesima volta nella sua storia.

## Risultati

### Ottavi di finale
| Squadra 1       | Risultato | Squadra 2     |
| --------------- | --------- | ------------- |
| Barcelos        | 9 - 3     | Riba De Ave   |
| Nortecoope      | 1 - 5     | Benfica       |
| Juventude Viana | 9 - 8     | Cucujaes      |
| Lavra           | 4 - 5     | Sintra        |
| Nafarros        | 3 - 4     | Paço de Arcos |
| Turquel         | 4 - 2     | Oliveirense   |
| Seixal          | 2 - 7     | Porto         |
| Vasco da Gama   | 3 - 2     | Sporting CP   |

### Quarti di finale
| Squadra 1       | Risultato | Squadra 2     |
| --------------- | --------- | ------------- |
| Benfica         | 6 - 5     | Paço de Arcos |
| Juventude Viana | 3 - 4     | Porto         |
| Turquel         | 2 - 3     | Barcelos      |
| Vasco da Gama   | 3 - 5     | Sintra        |

### Final Four

#### Semifinali
| Sintra 15 giugno 2002 | Sintra | 2 – 5 | Benfica |  |

| Sintra 15 giugno 2002                  | Barcelos       | 2 – 2 (d.t.s.) | Porto |  |
| \| \| \| \| \| \| Shootout 1 – 0 \| \| |                |                |       |  |
|                                        |                |                |       |  |
|                                        | Shootout 1 – 0 |                |       |  |

#### Finale
| Sintra 15 giugno 2002 | Benfica | 6 – 1 | Barcelos |  |